# Margarella antarctica
Margarella antarctica là một loài ốc biển, là động vật thân mềm chân bụng sống ở biển thuộc họ Trochidae, họ ốc đụn.

## Miêu tả
Độ dài vỏ lớn nhất ghi nhận được là 12.5 mm.

## Môi trường sống
Độ sâu nhỏ nhất ghi nhận được là 0 m. Độ sâu lớn nhất ghi nhận được là 24 m.

## Hình ảnh

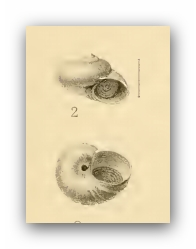